# نیام‌نوک
نیام‌نوک(نام علمی: Chionis) نام یک سرده از راسته سلیم‌سانان است.